# العلاقات البوسنية الصربية
العلاقات البوسنية الصربية هي العلاقات الثنائية التي تجمع بين البوسنة والهرسك وصربيا.

## مقارنة بين البلدين
هذه مقارنة عامة ومرجعية للدولتين:
| وجه المقارنة                                              | البوسنة والهرسك                                             | صربيا                                                      |
| --------------------------------------------------------- | ----------------------------------------------------------- | ---------------------------------------------------------- |
| المساحة (كم2)                                             | 51.20 ألف                                                   | 88.36 ألف                                                  |
| عدد السكان (نسمة)                                         | 3.51 مليون                                                  | 7.02 مليون                                                 |
| الكثافة السكانية (ن./كم²)                                 | 68.55                                                       | 79.45                                                      |
| العاصمة                                                   | سراييفو                                                     | بلغراد                                                     |
| اللغة الرسمية                                             | اللغة البوسنوية، اللغة الكرواتية، اللغة الصربية             | اللغة الصربية                                              |
| العملة                                                    | مارك بوسني                                                  | دينار صربي                                                 |
| الناتج المحلي الإجمالي (بليون دولار)                      | 18.17 مليار                                                 | 41.43 مليار                                                |
| الناتج المحلي الإجمالي (تعادل القوة الشرائية) بليون دولار | 41.35 مليار                                                 | 100.13 مليار                                               |
| الناتج المحلي الإجمالي الاسمي للفرد دولار أمريكي          | 4.25 ألف                                                    | 5.24 ألف                                                   |
| الناتج المحلي الإجمالي للفرد دولار أمريكي                 | 10.43 ألف                                                   | 13.59 ألف                                                  |
| مؤشر التنمية البشرية                                      | 0.733                                                       | 0.771                                                      |
| رمز المكالمات الدولي                                      | +387                                                        | +381                                                       |
| رمز الإنترنت                                              | .ba                                                         | .rs، .срб ‏                                                 |
| المنطقة الزمنية                                           | توقيت وسط أوروبا، ت ع م+01:00، ت ع م+02:00، أوروبا/سراييفو ‏ | توقيت وسط أوروبا، ت ع م+01:00، ت ع م+02:00، أوروبا/بلغراد ‏ |

## مدن متوأمة
في ما يلي قائمة باتفاقيات التوأمة بين مدن بوسنية وصربية:
- ترتبط توزلا مع سومبور باتفاقية توأمة.
- ترتبط موستار مع كراغوييفاتس باتفاقية توأمة منذ 1996.[14][14]
- ترتبط برنجافور مع بلغراد باتفاقية توأمة.
- ترتبط بيخاتش مع Kikinda [الإنجليزية]‏ باتفاقية توأمة منذ 2018.[15]
- ترتبط Mrkonjić Grad [الإنجليزية]‏ مع بانتشيفو باتفاقية توأمة.
- ترتبط Bratunac [الإنجليزية]‏ مع تشاتشاك باتفاقية توأمة.
- ترتبط Ugljevik [الإنجليزية]‏ مع بيوتشين باتفاقية توأمة.
- ترتبط دوبوي مع Ćuprija [الإنجليزية]‏ باتفاقية توأمة.
- ترتبط Kotor Varoš [الإنجليزية]‏ مع كرالييفو باتفاقية توأمة.
- ترتبط برييدور مع Kikinda [الإنجليزية]‏ باتفاقية توأمة.
- ترتبط سربرنيتسا مع Stara Pazova [الإنجليزية]‏ باتفاقية توأمة.
- ترتبط بالي مع سميديريفو باتفاقية توأمة.
- ترتبط Han Pijesak [الإنجليزية]‏ مع تشاتشاك باتفاقية توأمة.
- ترتبط بانيا لوكا مع بلغراد باتفاقية توأمة منذ 2005.[16][16][16][16]
- ترتبط كوساريسكا دوبيكسا مع ياغودينا باتفاقية توأمة.
- ترتبط غراديسكا مع Ćuprija [الإنجليزية]‏ باتفاقية توأمة.

## منظمات دولية مشتركة
يشترك البلدان في عضوية مجموعة من المنظمات الدولية، منها:
| علم المنظمة | اسم المنظمة                               | تاريخ انضمام البوسنة والهرسك | تاريخ انضمام صربيا |
| ----------- | ----------------------------------------- | ---------------------------- | ------------------ |
|             | مؤسسة التنمية الدولية                     | 25 فبراير 1993               | 25 فبراير 1993     |
|             | يونسكو                                    | 2 يونيو 1993                 | 20 ديسمبر 2000     |
|             | وكالة ضمان الاستثمار متعدد الأطراف        | 19 مارس 1993                 | 19 مارس 1993       |
|             | مجلس أوروبا                               | 24 أبريل 2002                | 3 أبريل 2003       |
|             | الأمم المتحدة                             | 22 مايو 1992                 | 1 نوفمبر 2000      |
|             | الاتحاد البريدي العالمي                   | ?                            | ?                  |
|             | البنك الدولي للإنشاء والتعمير             | 25 فبراير 1993               | 25 فبراير 1993     |
|             | الاتحاد الدولي للاتصالات                  | 20 أكتوبر 1992               | 1 يونيو 2001       |
|             | منظمة حظر الأسلحة الكيميائية              | ?                            | ?                  |
|             | مؤسسة التمويل الدولية                     | 25 فبراير 1993               | 25 فبراير 1993     |
|             | المنظمة الأوروبية لسلامة الملاحة الجوية   | 2004                         | 2005               |
|             | المركز الدولي لتسوية المنازعات الاستشارية | 13 يونيو 1997                | 8 يونيو 2007       |
|             | منظمة الشرطة الجنائية الدولية             | ?                            | ?                  |
|             | منظمة الأمن والتعاون في أوروبا            | 30 أبريل 1992                | 3 يونيو 2006       |

## أعلام
هذه قائمة لبعض الشخصيات التي تربطها علاقات بالبلدين:
- ألكسندر فوتشيتش (5 مارس 1970 – )
- جويكو كاتشار (لاعب كرة قدم صربي، 26 يناير 1987 – )
- داركو ميليسيتش (لاعب كرة سلة صربي، 20 يونيو 1985 – )
- داني ميلوشيفيتش (لاعب كرة قدم بلجيكي، 9 مارس 1995[23] – )
- ديجان بوديروغا (2 مارس 1973 – )
- رادومير أنتيتش (لاعب ومدرب كرة قدم صربي، 22 نوفمبر 1948[24] – )
- زدرافكو كوزمانوفيتش (لاعب كرة قدم صربي، 22 سبتمبر 1987[25] – )
- فوك دراشكوفيتش (سياسي صربي، 29 نوفمبر 1946 – )
- فوك يريميتش (سياسي صربي، 3 يوليو 1975 – )
- فيليب آدموفيتش (لاعب كرة سلة بوسني، 15 ديسمبر 1988 – )
- ماركو شوتالو (لاعب كرة سلة بوسني، 13 أبريل 1983 – )
- ميلان جروفيتش (17 يونيو 1976 – )
- ميلان يوفانوفيتش (لاعب كرة قدم صربي، 18 أبريل 1981[26] – )
- ميلوفان راييفاتس (لاعب كرة قدم صربي، 2 يناير 1954 – )
- يلينا كارلوشا (مغنية صربية، 17 أغسطس 1978 – )

## وصلات خارجية
- موقع وزارة الخارجية البوسنية
- موقع وزارة الخارجية الصربية